# ピーター・パン (1953年の映画)
『ピーター・パン』（Peter Pan）は、1953年2月5日にアメリカ合衆国で公開されたディズニーの長編アニメーション作品である。日本での公開は1955年、日本語版による初公開は1963年。1984年には新吹き込みによる新しい日本語版で公開された。

## 概要
原作はジェームス・マシュー・バリーの戯曲『大人になりたくないピーターパン』。それをウォルト・ディズニーが1939年にアニメ化の権利を入手しフランク・チャーチルらとともに制作を開始したが、第二次世界大戦の影響で1949年まで棚上げとなった。製作が再開されたのは1950年で『ふしぎの国のアリス』と並行する形でスタートした。制作にあたりウォルトは原作ではピーター・パンに子供じみた、フック船長に紳士的な描写があったが、それに対し本作ではパンの性格が勇気ある一本気な青年に変更され欠点がほとんどなく（ただし、女の子にもてる事を少々鼻にかけている）、逆にフックは紳士的な一面が取り払われて阿呆で間抜けな男に貶められて描かれ、原作者バリーの込めた含みや皮肉といった隠し味が削除されている。また、フック船長がワニに食い殺されるシーンも無い。
真っ赤な肌をした粗暴なインディアンの描写や、女の子であるウェンディをのけ者にするマイケルやジョン、女＝母しか認めない女性観など、人種差別、性差別の論点から批判も多い。
フックの鉤爪は原作では右手であるが、本作では左手とされ、以後このディズニー版に倣って左手が鉤とした舞台や映画が増える事になった。
3年の歳月と400万$（14億4000万円）の費用を賭け、絵の数は200万枚、背景画は934枚。1953年にウォルト・ディズニー・プロダクション創立30周年記念作品として公開された。
尚、本作をもって交通事故で急死したフレッド・ムーア、及び退職したノーム・ファーガソン、メアリー・ブレア、系列会社に異動となったジョン・ヘンチ、そしてナイン・オールドメンが全員集った最後の作品となった。本作と同年4月18日に公開された『ミッキーの魚釣り』をもって会社は1つの時代を終わらせた。

## ストーリー
ロンドンに住むダーリング家の長女・ウェンディと弟のジョンとマイケルは、ピーターパンが本当に存在すると信じ憧れていた。しかし父親のダーリング氏は「ピーターパンごっこ」のために悪戯をするジョンたちを叱り、ウェンディがありもしない話を聞かせていると思い込んで翌日から一人部屋で過ごすように言い渡す。その夜、ダーリング夫妻がパーティーへ出かけた後、ピーターパンが自分の影を探すために家に忍び込む。ウェンディに影を縫い付けてもらったピーターは、彼女が翌日から一人部屋に行くことを知り、彼女をネバーランドに連れていって迷子（ロストボーイ、ピーターの子分たち）のママになってもらうと言い出す。ウェンディの提案でジョンとマイケルも一緒にネバーランドに行くことになり、3人はティンカー・ベル（ティンク）の粉の力で空を飛び、ピーターとともに右から2番目の星にあるネバーランドへ出発した。
しかし、ネバーランドに到着してすぐにピーターの宿敵・フック船長率いる海賊の砲撃を受ける。ピーターからウェンディらを隠れ家に避難させるよう指示されたティンクは、ウェンディへの嫉妬から、ロストボーイたちを唆して彼女を撃ち落とそうとする。命令に背いたティンクに激怒したピーターは、ティンクに永久追放を宣告した（その後ウェンディの頼みで1週間に短縮している）。
その後、ジョンとマイケルはロストボーイたちとともにインディアン狩りに出かけ、ウェンディはピーターと共に人魚に会いに行くが、そこで酋長の娘・タイガーリリーを誘拐したフック船長らを見かける。フック船長はタイガーリリーを脅してピーターの隠れ家を突き止めようとしていたのだった。ピーターはフック船長の声真似でタイガーリリーを救出しようとするもフック船長に見つかってしまい、激しい戦闘になる。が、そこにフック船長の切り落とされた左手を食べたワニが現れ、フック船長を食べようとする。フック船長は部下であるミスター・スミーと共に、ワニに追い回されながら逃げていった。
誘拐されたタイガーリリーを救出したピーターはインディアンの酋長から酋長の一人に任命され、フライング・イーグルと名乗ることを許される。ピーターやジョン、マイケル、そしてロストボーイたちは踊り回って宴会を楽しむが、女性であることを理由に薪運びを命じられたウェンディは、怒りや落胆とともに一足先に隠れ家に帰り、ネバーランドから家に帰る決心をする。帰りたくないと訴える弟たちにウェンディは母親の存在の必要性を語り、家に帰るよう説得した。一緒にウェンディの話を聞いていたロストボーイたちもウェンディたちと共にネバーランドを去ることを決め、皆は隠れ家を出た。
一方、ティンクがピーターから追放されたという噂を聞いたフック船長は、今度はティンクの嫉妬心を利用し、ピーターの隠れ家を聞き出すことを計画する。果たして計画は成功し、フック船長はティンクから隠れ家の場所を聞き出すことができた。フック船長はティンクをランプケースに閉じ込め、ウェンディら姉弟やロストボーイを全員捕縛し、ピーターにはウェンディからの贈り物と偽って時限爆弾を贈る。
海賊船に連れてこられたウェンディたちは、フック船長から海賊の子分にならないかと持ちかけられ、子分にならなければ甲板に渡した板から海に飛び込んでもらう（海賊のリンチ）と脅迫される。ジョンたちは脅迫を恐れて子分になろうとするが、ウェンディはピーターの救助を信じていた。が、フック船長の口からピーター殺害の計画を聞かされ、自分たちが罠に嵌められたことに気がつく。そしてその直後、ピーターのもとに届いた時限爆弾が爆発した。
ピーターは爆発寸前にランプケースから脱出したティンクに助けられ、あわやというところで一命を取り留めた。ティンクはウェンディたちが危ないので救出に行ってほしいと訴えるが、ピーターは自分にとって一番大切なのはティンクなので、ティンクを助けるのが先だと主張する。その後共に隠れ家を脱出したピーターらは、最初に板から飛び降りたウェンディを救出。次いで捕縛されたジョンやマイケル、ロストボーイたちを全員解放する。ジョンたちはマストの上の見張り台に立てこもり、襲い来る海賊たちと接戦を繰り広げる。かくてピーターとフック船長の最終決戦が始まった。

## 登場人物
ピーター・パン（Peter Pan）
ピーター・パン#ディズニー版を参照。
本作の主人公。いつまでも子供の少年。空を飛ぶ能力を持っている。
ウェンディ・モイラ・アンジェラ・ダーリング（Wendy Moira Angela Darling）
ウェンディ・モイラー・アンジェラ・ダーリング#ディズニー版を参照。
本作のもう一人の主人公でヒロイン。ダーリング一家の3姉妹の長女。水色のドレスを着ている。
ジョン・ダーリング（John Darling）
ダーリング一家の3姉弟の2番目。年齢は10歳前後。
太縁の丸メガネとシルクハット、コウモリ傘を持った少年。弟のマイケルと共に毎晩ピーター・パンごっこをして遊んでいる。作中ではロストボーイたちのリーダー格としてふるまう。
頭脳派で、何事にもまず計画を立てて挑もうとする性格。だがそのために周りが見えなくなることもあり、インディアン狩りの際にはそれが原因で逆に包囲され、捕まってしまう。
原作では終盤、ウェンディと同様、大人に成長した姿が描かれており、髭を生やした男性に成長した。
マイケル・ダーリング（Michael Darling）
ダーリング一家の3姉弟の末っ子。年齢は5～6歳。
クマのぬいぐるみを持った短髪の少年。兄のジョンと共に毎晩ピーター・パンごっこをして遊んでいる。
原作では終盤、ウェンディ、ジョンと同様、大人に成長した姿が描かれており、鉄道の機関士となっている。
ティンカーベル（Tinker Bell）
ティンカー・ベル#ディズニー版を参照。
ピーター・パンの相棒の光の妖精。喋らない。ピーター・パンに近づく女性を認めたがらない嫉妬深い性格。
フック船長（Captain Hook）
フック船長#ディズニー版を参照。
本作のディズニー・ヴィランズ。海賊船の船長。片手を失ったことからピーター・パンを憎み、ワニを恐れている。残忍な性格だが、どこか間抜けで憎めない存在。
ミスター・スミー（Mr. Smee）
フック船長の部下で、海賊船の水夫長。青い横じまのTシャツと赤い短パン、鼻眼鏡をかけた小太りの男性。泣き上戸。
間抜けで臆病なところはあるが、フック船長の良きパートナー。劇中では何度かフック船長の手助けをしようとするが、ドジを踏んでしまい結果的にフック船長にとってマイナスの結果となってしまう事が多い。
胸に「MOTHER」と書かれたハートの刺青があり、作中ではウェンディの歌を聞いて泣き出し、フック船長に窘められている。
チクタクワニ（Tick-Tock the Crocodile）
ネバーランドの海に棲む大きなワニ。ピーターが切り落としたフック船長の左手を食べ、味を覚えてからはフック船長を食べようとしつこく追い回している。ただし、フック船長を口の中に入れても噛み付かずに飲み込んでしまう事が多い為に毎回逃げられている。
『ティンカー・ベルとネバーランドの海賊船』では小さい時にフック船長本人の代わりに目覚まし時計を飲み込んだことがあり、ワニが近づくとこの目覚まし時計の音でわかる。
迷子（ロストボーイ）（Lost Boys）
ピーター・パンの部下の少年たち。全て動物の形の衣装を着ている。
2で名前が明かされており、それぞれキツネがスライトリー（Slightly）、クマがカビー（Cubby）、アライグマがツインズ（The Twins）、ウサギがニブス（Nibs）、スカンクがトゥートルズ（Tootles）。カビーは原作での名称はカーリーである。
最後はウェンディたちとともに現実の世界に帰ろうとするが、次の機会にすると言ってまたネバーランドに帰った。なお、原作ではウェンディたちとともに現実の世界へ帰り、ダーリング家の養子となる。その後、ウェンディたちとともに学校へ通い、立派な大人に成長した（成人に成長後、カーリーとニブスが社会人となり、スライトリーは貴族のご令嬢と結婚し、トゥートルズは裁判官となった）。
スライトリー
ロストボーイのリーダー各。ペットのネズミを母として慕ったことがあるらしい。
カビー
巨漢で怪力。昔、母がいたらしいがどんな人だったか忘れている。
ツインズ
双子の兄弟。
ニブス
ひょうきんな性格のムードメーカー。
トゥートルズ
ロストボーイの中で一番幼く、台詞もない。
酋長（Indian Chief）
ネバーランドのインディアンの酋長。嘘が大嫌い。
ロストボーイたちにタイガーリリー誘拐の嫌疑をかけ、捕縛したが、ピーターがタイガーリリーを救出したことで疑いは晴れた模様。
タイガーリリーを救出したお礼の宴会でピーターを酋長の一人に任命した。作中では宴会で足を激しく動かすダンスをしている。
- ディズニーランドのピーターパン空の旅では羽の色が緑と赤に統一されている。
- 様々な部族の文化がごちゃまぜになって描写されているため、批判の対象になっている。

タイガー・リリー（Tiger Lily）
前述のインディアンの酋長の娘。ピーターと親しい。
ピーターの隠れ家を聞き出すためにフック船長に誘拐されるが、頑として口を割らなかった。
インディアン（Indians）
ネバーランドの一角に住んでいる。ジョンの言うところによるとブラックフット族。樹になりきってマイケル達に近づいた。かなりの荒くれで粗野な部族という設定がなされている。
ロストボーイたちのことを「白人の子供」と呼んでおり、彼らとは何度も戦いを繰り広げてきた。もっとも戦いといっても「戦争」というよりは「戦争ごっこ」とでも言った方が正しく、相手を捕まえては逃がすという一種のゲームのようなもののようである。酋長によると「勝つこともあるし、負けることもある」とのこと。
タイガーリリーを救出したお礼の宴会で据え置き型の太鼓を叩きながら歌を唄った。
彼らによると挨拶の言葉である「ハウ」は何も知らなかったインディアンが質問するときに使った言葉で、気に入らないために使う言葉「アグ」は妻の母（義母）を見たインディアンが驚いたときの言葉、また宴会の歌詞である「ハムナムナンダ」の「ハム」「ナム」「ナンダ」は全て「何？」という意味らしい。
彼らが赤い肌をしているのは、100万年前のインディアンがメイドにキスして赤くなったからとのこと。
人魚（Mermaids）
ネバーランドの一角に住んでいる。全て女性。ピーターと親しいが、最近はなかなか会えないでいるらしい。
ピーターがフック船長の左手を切り落とし、ワニに与えた話がお気に入りで何回も聞いている。
ウェンディと遊ぶと称して水の中に引きずりこもうとしたり、水を浴びせかけたりしてウェンディの怒りを買った。
フック船長のことを恐れているらしく、フック船長が近くに来たと知るとあわてて水の中に飛び込んで隠れる。
ナナ（Nana）
ウェンディたちの子守りの犬。犬種はセント・バーナード。
ウェンディの話を聞きに来ていたピーターの影を奪ったことがある。
激怒したダーリング氏に外につながれるが、終盤で再び屋内に戻されている。
ジョージ・ダーリング（George Darling）
ウェンディたちの父親。ピーター・パンの物語を子供のおとぎ話だと思っている。
短気かつ現実主義な性格で、激高すると心にもないことを言ってしまうが、本心では子供たちのことを心から愛している。
作中ではパーティーに遅れそうになってアタフタしていたところに、付けていくカフスボタンをジョン達に「宝物」として勝手に使われた上、胸当てを「宝の地図」代わりにマーカーで落書きされた事で激怒し、ジョン達の落ち着きのない行動が、彼らやウェンディをいつまでも「子供」として扱っている事だからと決めつけて、ウェンディに一人部屋暮らし（すなわち「大人」として扱う事）を宣告してしまう。だが帰宅後は落ち着きを取り戻し、先の発言に関して素直に反省していた。終盤、夜空に浮かぶ海賊船の形をした雲を見て過去に自身も空飛ぶ船を見たことがあると話した。
メアリー・ダーリング（Mary Darling）
ウェンディたちの母親。ピーター･パンの物語は子供の空想だと思っているものの、ジョージの様に頭ごなしに否定しようとはせず、彼らの話を頑なに「与太話」と拒絶しようとするジョージを宥めたり、ジョージの言動に反感を抱くジョンを諭すなど、家族の中では良き仲裁役として、夫や子供達の双方を温かく見守っている。終盤、夫がかつて子供のころ、空飛ぶ船を見たことを話した際、惚れ直した。

## 声の出演
| 役名                 | 原語版声優                                                                  | 日本語吹き替え                | 日本語吹き替え                                 | 日本語吹き替え                                | 日本語吹き替え                                |
| 役名                 | 原語版声優                                                                  | TBSテレビ版                   | ポニー・バンダイ版                             | 1984年公開版                                  | 現ソフト版 （代役）                           |
| -------------------- | --------------------------------------------------------------------------- | ----------------------------- | ---------------------------------------------- | --------------------------------------------- | --------------------------------------------- |
| ピーター・パン       | ボビー・ドリスコール                                                        | 榊原郁恵                      | 後藤真寿美                                     | 岩田光央                                      | 岩田光央                                      |
| ウェンディ           | キャサリン・ボーモント                                                      | 岡本茉莉                      | 土井美加                                       | 渕崎ゆり子 歌：原恭子                         | 渕崎ゆり子 歌：鈴木佐江子                     |
| ジョン               | ポール・コリンズ                                                            | 藤田淑子                      | 下川久美子                                     | 池田真                                        | 池田真 （小野泰隆）                           |
| マイケル             | トミー・ラスク                                                              | 菅谷政子                      | 清水由加里                                     | 鈴木一輝                                      | 鈴木一輝                                      |
| フック船長           | ハンス・コンリード                                                          | 大塚周夫                      | 江原正士                                       | 大塚周夫                                      | 大塚周夫                                      |
| スミー               | ビル・トンプソン                                                            | 八奈見乗児                    | 牛山茂                                         | 熊倉一雄                                      | 熊倉一雄                                      |
| メアリー・ダーリング | ヘザー・エンジェル                                                          | 武藤礼子                      | 小沢寿美恵                                     | 太田淑子                                      | 太田淑子                                      |
| ジョージ・ダーリング | ハンス・コンリード                                                          | 川久保潔                      | 内田稔                                         | 阪脩                                          | 阪脩                                          |
| 酋長（チーフ）       | キャンディ・キャンディード                                                  | 滝口順平                      | 遠藤征慈                                       | 石田太郎 歌：筒井修平                         | 石田太郎 歌：筒井修平                         |
| タイガー・リリー     | コリンヌ・オル                                                              |                               | 石井ゆき                                       | 勝田治美                                      | 勝田治美                                      |
| カビー               | ロバート・エリス                                                            |                               | 逢坂秀実                                       |                                               |                                               |
| スライトリー         | スタフィー・シンガー                                                        | 太田淑子                      | 余貴美子                                       |                                               |                                               |
| ツインズ             | ジョニー・マクガヴァン                                                      |                               | 安藤亮子                                       |                                               |                                               |
| ツインズ             | ジョニー・マクガヴァン                                                      | 水上志乃                      |                                                |                                               |                                               |
| ニブス               | ジェフリー・シルヴァー                                                      |                               | 佐直千恵子                                     |                                               |                                               |
| トゥートルズ         | トニー・バタラ                                                              |                               | 石井ゆき                                       |                                               |                                               |
| スコー               | ジューン・フォーレイ                                                        |                               |                                                |                                               |                                               |
| 人魚                 | コニー・ヒルトン マーガレット・ケリー カレン・ケスター ジューン・フォーレイ | 太田淑子 藤田淑子 他          | 三原世司奈 余貴美子 安藤亮子 水上志乃 藤木聖子 | 重田千穂子 野口絵美 渡辺真砂子 勝生真沙子     | 重田千穂子 野口絵美 渡辺真砂子 勝生真沙子     |
| 海賊                 | ビル・トンプソン                                                            | 石森達幸 上田敏也 村松康雄 他 | 石波義人 岡田吉弘 中村雄一 池田史比古 逢坂秀実 | 沢りつお 山下啓介 槐柳二 峰恵研 林一夫 梶哲也 | 沢りつお 山下啓介 槐柳二 峰恵研 林一夫 梶哲也 |
| ナレーション         | トム・コンウェイ                                                            | 大木民夫                      | 江原正士                                       | 池水通洋                                      | 池水通洋                                      |

- TBSテレビ版: 1983年1月4日『東京ディズニーランドスペシャル』枠（19:00-20:54）にて初放送。
  - 同年4月の東京ディズニーランド開園記念として、「世界初のテレビ放送」を謳い放送された。
- ポニー・バンダイ版: 1980年代にポニー・バンダイから発売されたソフト（VHS・LD・ビデオディスク）にのみ収録。
- 1984年版による公開: 1984年（東宝）、1988年（ワーナー）
  - 1991年にポニーキャニオン（ディズニー）から発売されたソフト（VHS・LD）にのみ収録。
- 現ソフト版: 1996年以降、ディズニーから発売されているソフト（VHS、DVD、BD等）に収録。Disney+などの配信にも使用。
  - 1984年公開版から、一部の用語や台詞のみを変更し差し替えたもの（“酋長”→“チーフ”など）。
  - 差し替え箇所の収録は同一声優によって行われたが、当時子役だった出演者など一部は代役が起用された。

※吹き替えは上記のほか、1963年に初めて制作、劇場公開された1963年版が存在する（1976年の東宝リバイバル公開でも使用・キャストは不明）。なお、同年発売されたレコードでは、ピーター・パンを清水毬が演じている。

## スタッフ

### 映像制作
| 製作                 | 製作 | ウォルト・ディズニー、ロイ・O・ディズニー |
| 原作                 | 原作 | ジェームス・マシュー・バリー |
| 脚本                 | 脚本 | テッド・シアーズ、アードマン・ペナー、ビル・ピート、ウィンストン・ヒブラー、ジョー・リナルディ、ミルト・バンタ、ラルフ・ライト、ウィリアム・コトレル                                                     |
| 音楽                 | 音楽 | オリヴァー・ウォレス |
| オーケストレーション | オーケストレーション | エドワード・H・プラム |
| イメージボード       | イメージボード | デイヴィッド・ホール |
| 作画監督             | ピーター･パン ジョン マイケル | ミルト・カール |
| 作画監督             | ジェイムズ・フック | フランク・トーマス |
| 作画監督             | ミスター・スミー | オリー・ジョンストン |
| 作画監督             | ティンカー・ベル | マーク・デイヴィス |
| 作画監督             | ウェンディ | エリック・ラーソン |
| 作画監督             | ジョージ チクタクワニ | ジョン・ラウンズベリー |
| 作画監督             | ロスト･ボーイズ 酋長 メアリー | ウォード・キンボール |
| 作画監督             | タイガー・リリー | レス・クラーク |
| 作画監督             | ナナ | ノーム・ファーガソン |
| 作画監督             | アクション担当 | ウォルフガング・ライザーマン |
| レイアウトチェック   | レイアウトチェック | ドン・ダグラディ |
| レイアウト           | レイアウト | ケン・アンダーソン、チャールズ・フィリッピ、マクラーレン・スチュワート、トム・コドリック、A・ケンドール・オコーナー、ヒュー・ヘネシー、ドン・グリフィス、アル・ジンネン ソー・パットナム、ランス・ノリー |
| 原画                 | ミスター･スミー 人魚 | フレッド・ムーア |
| 原画                 | ハル・キング、クリフ・ノードバーグ、ボブ・カールソン、ハル・アンブロ、ハーヴィー・トゥームズ、ケン・オブライエン、ドン・ラスク、ビル・ジャスティス ジャッジ・ウィッテカー、マーヴィン・ウッドワード、ジェリー・ハスコック、ヒュー・フレイザー、アート・スティーヴンズ、エリック・クレワース、クレア・ウィークス、デイヴィッド・スウィフト | |
| エフェクト原画       | エフェクト原画 | ジョージ・ローリー、ジョシュア・メダー、ダン・マクマナス、ブレイン・ギブソン |
| 美術監督             | 美術監督 | ケン・アンダーソン、ジョン・ヘンチ、クロード・コーツ |
| 背景                 | 背景 | ラルフ・ヒューレット、レイ・ハッファイン、アート・ライリー、テルマ・ウィトマー、アル・デンプスター、アイヴァンド・アール、ディック・アンソニー、ブライス・マック アート・ランディー                      |
| 色彩設計             | 色彩設計 | メアリー・ブレア |
| 特殊効果             | 特殊効果 | アブ・アイワークス |
| 撮影                 | 撮影 | ボブ・ブロートン |
| 音響監督             | 音響監督 | C・O・スライフィールド |
| 録音                 | 録音 | ハロルド・J・ステック、ロバート・O・クック |
| 音楽編集             | 音楽編集 | アル・ティーター |
| 編集                 | 編集 | ドナルド・ハリデイ |
| 製作担当             | 製作担当 | ビル・アンダーソン |
| アニメーション制作   | アニメーション制作 | ウォルト・ディズニー・プロダクション |
| 監督                 | 監督 | ハミルトン・ラスク、クライド・ジェロニミ、ウィルフレッド・ジャクソン |
| 配給                 | 配給 | RKO |

### 日本語版
- 字幕翻訳：佐藤恵子

| 吹き替え       | TBSテレビ版        | ポニー・バンダイ版 | 1984年公開版     | 現ソフト版                                  |
| -------------- | ------------------ | ------------------ | ---------------- | ------------------------------------------- |
| 演出           | 田島荘三           |                    | 金田文夫         | 金田文夫 石田勝心                           |
| 音楽演出       | 近衛秀健           |                    |                  | 多田則彦 深澤茂行                           |
| 翻訳           | トランスグローバル | トランスグローバル | 金田文夫         | 金田文夫                                    |
| 訳詞           |                    | 海野洋司           | 海野洋司         | 海野洋司                                    |
| 協力           | N/A                | 劇団昴             | N/A              | N/A                                         |
| プロデューサー | 新井和子           |                    |                  | 岡本企美子                                  |
| 総指揮         | N/A                | N/A                | ブレーク・トッド | N/A                                         |
| 録音制作       | トランスグローバル | トランスグローバル | 東亜映像録音     | スタジオ・エコー                            |
| 日本語版制作   | TBS                |                    |                  | Disney Character Voices International, Inc. |

## 楽曲
| #  | タイトル                                           | 作詞                                    | 作曲                   | 歌手・コーラス | 時間 |
| -- | -------------------------------------------------- | --------------------------------------- | ---------------------- | --- | ---- |
| 1. | 右から2番目の星 The Second Star to the Right       | サミー・カーン                          | サミー・フェイン       | ・ザ・ジャド・コンロン・コーラス＆ザ・メローメン ・原恭子、ミュージッククリエイション（吹／1984年版・現ソフト版） ・ボニー・ジャックス、ミンツ（吹／TBSテレビ版）           | 2:18 |
| 2. | きみもとべるよ! You Can Fly!                       | サミー・カーン                          | サミー・フェイン       | ・ザ・ジャド・コンロン・コーラス＆ザ・メローメン ・ミュージッククリエイション（吹／1984年版・現ソフト版） ・ボニー・ジャックス、ミンツ（吹／TBS版）                         | 2:50 |
| 3. | 海賊ぐらし A Pirate's Life                         | アードマン・ペナー                      | オリヴァー・ウォーレス | ・ザ・メローメン ・田村しげる、熊倉一雄、ミュージッククリエイション（吹／1984年版・現ソフト版） ・八奈見乗児、ボニー・ジャックス（吹／TBSテレビ版）                         | 0:30 |
| 4. | リーダーにつづけ Following the Leader              | テッド・シアーズ ウィンストン・ヒブラー | オリヴァー・ウォーレス | ・ボビー・ドリスコール、ポール・コリンズ ・グループこまどり（吹／1984年版・現ソフト版）                                                                                     | 1:43 |
| 5. | インディアンはなぜ赤い? What Made the Red Man Red? | サミー・カーン                          | サミー・フェイン       | ・キャンディ・キャンディード、ザ・メローメン ・筒井修平、ミュージッククリエイション（吹／1984年版・現ソフト版） ・滝口順平、ボニー・ジャックス（吹／TBSテレビ版）           | 2:44 |
| 6. | あなたと私のママ Your Mother and Mine              | サミー・カーン                          | サミー・フェイン       | ・キャサリン・ボーモント ・原恭子（吹／1984年版） ・鈴木佐江子（吹／現ソフト版）                                                                                            | 1:59 |
| 7. | フック船長はエレガント The Elegant Captain Hook    | サミー・カーン                          | サミー・フェイン       | ・ハンス・コンリード、ビル・トンプソン、ザ・メローメン ・大塚周夫、ミュージッククリエイション（吹／1984年版・現ソフト版） ・大塚周夫、ボニー・ジャックス（吹／TBSテレビ版） | 1:13 |
| 8. | ワニをひやかすな Never Smile at a Crocodile        | ジャック・ローレンス                    | フランク・チャーチル   | N/A | 2:51 |

※「ワニをひやかすな」のみは、本編未使用楽曲。サウンドトラックに収録。

### レコード
日本公開時に、日本語版のレコードがコロムビアレコードから発売された（品番：KK-5002）。収録曲は以下の通り。
1. ピーターパン
  - 訳詞：サトウハチロー、作曲：オリバー・ウォーレス、編曲：馬渡誠一、歌：松田トシ
2. わにに気をつけろ（わににきをつけろ）
  - 訳詞：サトウハチロー、作曲：フランク・チャーチル、編曲：富田勳、歌：松田トシ
3. ついて行くぞ
  - 訳詞：サトウハチロー、作曲：オリバー・ウォーレス、編曲：馬渡誠一、歌：松田トシ、松の実子供会
4. あなたと私のお母さん
  - 訳詞：サトウハチロー、作曲：サミー・フェイン、編曲：富田勳、歌：松田トシ

## 東宝チャンピオンまつり
1976年3月13日封切の公開では、『東宝チャンピオンまつり』の特別企画「ディズニー・フェスティバル」のメイン作品として上映された。本来『東宝チャンピオンまつり』は、ゴジラなどの東宝特撮映画をメインとした東宝系児童向けピクチャーであるが、本興行のみ変則的な編成となった。
同時上映は、ディズニー短編作品では『ドナルド・ダックの人喰いザメ』（『ドナルドの漂流記』改題版）・『ドナルド・ダックのライオン騒動』（『ドナルドのライオン騒動』改題版）・『ミッキーのがんばれ! サーカス』（『ミッキーのサーカス』改題版）・『チップとデールの怪獣をやっつけろ!』（『リスの怪獣退治』改題版）の計4本。また国産アニメでは『元祖天才バカボン』・『勇者ライディーン』・『タイムボカン』の計3本。

## 備考
- 日本では、公開当時1955年3月22日から約6ヵ月経った同年9月23日に『ファンタジア』が公開されている。